# Maršov (Studená)
Maršov (německy Marschau) je malá vesnice, část obce Studená v okrese Jindřichův Hradec v Jihočeském kraji, dříve s velkým počtem českých obyvatel evangelického vyznání. V roce 1850 měla 260 obyvatel. V roce 2011 zde trvale žilo 35 obyvatel. Nachází se asi 4,5 kilometru jižně od Studené. Nejbližší železniční zastávka Horní Vilímeč. Nadmořská výška 575 metrů. Pošta Strmilov.

## Poloha
Maršov leží v katastrálním území Maršov u Heřmanče o rozloze 2,5 km². Obec zaujímá polohu mezi dvěma plochými vyvýšeninami v pahorkatinné krajině severovýchodní části Novobystřické vrchoviny. Hlavní evropské rozvodí mezi Dunajem a Labem probíhá východním okolím obce a rozděluje katastr obce na dvě části. Východní leží v povodí Moravské Dyje, západní část je již odvodňována přítoky Lužnice. Mezi rybníky v okolí zaujímá zvláštní místo Tříhrázný rybník, ze kterého normálně odtékají vody k západu, do Studenského potoka, za vysokých vodních stavů ale přetékají i do Bolíkovského potoka v povodí Moravské Dyje.

## Historie
První písemná zmínka o vesnici pochází z roku 1364,, kdy Kateřina z Maršova prodala polovinu zdejšího dvora Benediktu z Tučap. Maršov byl dříve samostatným zemanským statkem. Od roku 1390 se připomíná na Maršové Bohuněk, pocházející z rodu vladyků ze Štítného. Majitelé se během let často střídali až do roku 1721, kdy Antonín František hrabě z Deblína, majitel Starého Hobzí, prodal Maršov k Dačicím za 36 800 zlatých. Od té doby sdílel Maršov osudy dačického panství až do roku 1849. 
Podle lánového rejstříku před třicetiletou válkou bylo v Maršově 9 usedlostí, z toho zůstala za války osazena 1 a 8 zpustlo. Na katastru vsi byl vrchnostenský dvůr. Podle vceňovacího operátu žilo roku 1843 v Maršově 240 obyvatel, z toho 125 mužů a 115 žen ve 30 domech a 57 domácnostech. Z nich se živilo 9 zemědělstvím a 48 bylo nádeníků. Desátky byly odváděny panství Dačice a faře v Olšanech. Na týdenní čtvrteční trhy se z Maršova se jezdilo do Kunžaku. L 

### Vývoj obce do konce 20. století
Ve druhé polovině 19. a v první polovině 20. století se většina obyvatelstva obce živila zemědělstvím. K roku 1924 se uvádí: dvůr velkostatku Dačice Dalbergů, živnosti: 1 hostinský, 1 trafikant, 5 hosp. rolníků. V obci byla četnická stanice. Obec byla elektrifikována připojením na síť ZME Brno až v roce 1947. 
JZD vzniklo roce 1958, v roce 1960 se sloučilo s JZD Heřmaneč a roku 1978 do JZD Svornost Studená. Nyní převládajícím zaměstnání je zemědělství. Po roce 1945 byl postaven kulturní dům.

## Obyvatelstvo
| Rok            | 1869 | 1880 | 1890 | 1900 | 1910 | 1921 | 1930 | 1950 | 1961 | 1970 | 1980 | 1991 | 2001 | 2011 | 2021 |
| -------------- | ---- | ---- | ---- | ---- | ---- | ---- | ---- | ---- | ---- | ---- | ---- | ---- | ---- | ---- | ---- |
| Počet obyvatel | 233  | 244  | 236  | 220  | 213  | 182  | 186  | 133  | 130  | 91   | 61   | 44   | 38   | 35   | 46   |
| Počet domů     | 30   | 35   | 35   | 36   | 36   | 36   | 38   | 33   | 29   | 29   | 25   | 29   | 29   | 29   | 32   |

## Obecní správa
Maršov byl samostatnou obcí a v letech 1850 až 1855 byl podřízen politické pravomoci Podkrajského úřadu v Dačicích. Když byly roku 1868 veřejná správa a soudnictví opět odděleny, vrátil se pod politickou pravomoc Okresního hejtmanství v Dačicích, což trvalo až do roku 1945. Po osvobození v květnu 1945 náležel pod Okresní národní výbor v Dačicích a v jeho rámci od roku 1949 pod nově vzniklý Jihlavský kraj. Toto začlenění trvalo do poloviny roku 1960, kdy byl po územní reorganizaci Maršov s moravskýrn Dačickem začleněn pod správní okres Jindřichův Hradec a Jihočeský kraj. V roce 1960 byl Maršov sloučen s Heřmančí a od 1. července 1985 se Studenou. Poté se Heřmaneč opět osamostatnila, ale Maršov již zůstal součástí Studené. Po zrušení Okresního úřadu v Jindřichově Hradci koncem roku 2002 spadá pod pověřený městský úřad v Dačicích v samosprávném Jihočeském kraji.

## Pamětihodnosti
- V obci stojí pomník padlým v první světové válce.
- Na návsi před hasičskou zbrojnicí se nachází kamenný kříž.